# Marijke van Warmerdam
Marijke van Warmerdam (Nieuwer-Amstel, 1959) is een Nederlandse kunstenaar.

## Biografie
Sinds de jaren negentig heeft Marijke van Warmerdam een eigenzinnig oeuvre opgebouwd dat bestaat uit films, foto’s, schilderijen en sculpturen. Zij is echter vooral bekend om haar korte film-loops. In 1995 kreeg ze voor het eerst internationale aandacht met haar deelname aan de Biënnale van Venetië, waar een aantal van deze voor haar typerende film-loops werd getoond. Kort daarna was haar werk Douche (1995) lange tijd te zien op een van de perrons van Station Schiphol Airport.
Haar films laten eenvoudige bewegingen of alledaagse handelingen zien, waarbij de visuele kracht van het motief leidend is: een hoed die op de wind zweeft, een meisje dat een handstand maakt, een rode koffer die van een besneeuwde berg glijdt. Door de eindeloze herhaling nemen deze ogenschijnlijke triviale gebeurtenissen een sculpturale kwaliteit en een bijna dromerige schoonheid aan.
Van Warmerdam's ruimtelijke objecten, fotowerken en schilderijen staan qua eenvoud nauw in relatie tot haar film-loops. Haar blik op de wereld is licht en getuigt van gevoel voor humor. Zij toont de wereld om ons heen vanuit een onverwachte hoek.
Van Warmerdam is advisor aan de Rijksakademie van beeldende kunsten in Amsterdam en docent aan de Staatliche Akademie der Bildenden Künste Karlsruhe.

## Tentoonstellingen (selectie)
Van Warmerdam nam deel aan een groot aantal internationale tentoonstellingen, waaronder de biënnales van Venetië, Sydney, Berlijn, Gwangju en documenta X. In 1995 vertegenwoordigde ze, samen met Marlene Dumas en Maria Roosen, Nederland op de Biënnale van Venetië. Ze heeft grote solotentoonstellingen gehad in het Van Abbemuseum in Eindhoven, het ICA in Boston, het MAC in Marseille, en Staatsmuseum De Hermitage in Sint-Petersburg, Rusland. Een overzichtstentoonstelling van haar werk werd getoond in het Boijmans Van Beuningen, het Serralves Museum of Contemporary Art in Porto en de Kunsthalle Düsseldorf.

## Werk in openbare collecties
Van Warmerdam’s werk is opgenomen in verschillende openbare collecties in binnen- en buitenland:
- Museum De Lakenhal, Leiden
- Stedelijk Museum Amsterdam
- TextielMuseum, Tilburg
- Van Abbemuseum, Eindhoven
- De Vleeshal, Middelburg
- Museum De Domijnen, Sittard
- Huis Marseille, Amsterdam
- Kunstcollectie Schiphol
- Museum Boijmans van Beuningen, Rotterdam
- MUDAM / Museé d'Art Moderne Grand-Duc Jean, Luxemburg
- Pinault Collection, Parijs
- FRAC, Languedoc-Roussillon, Montpellier
- FRAC Bretagne, Châteaugiron
- Centre George Pompidou, Parijs
- MAC, Marseille
- Staatliche Kunstsammlungen Dresden
- Südwest LB forum, Stuttgart
- Städtische Galerie Karlsruhe
- MUHKA, Antwerpen
- BOZAR, Brussel
- S.M.A.K., Gent
- Museum Horsens, Horsens
- The National Museum, Oslo
- Museo d'Arte Contemporanea del Castello di Rivoli, Turijn
- The 21st Century Museum of Contemporary Art, Kanazawa, Ishikawa
- The Serralves Museum, Porto

## Prijzen
- 1988: Uriôt Prijs
- 1992: Prix de Rome (Kunst en Publieke Ruimte)
- 2004: David Roëllprijs